# مصطفی چترابگون
مصطفی چترابگون (انگلیسی: Mostafa Chatrabgoon؛ زاده ۶ ژانویهٔ ۱۹۸۷ در نوش آباد) یک بازیکن فوتبال اهل ایران است. چترابگون در شهر نوش آباد زاده شد.
چترابگون در تاریخ ۱۳۶۵/۱۰/۱۶ در شهر نوش آباد، از توابع شهرستان آران و بیدگل متولد شد.
پست : هافبک هجومی
چترابگون برای تیمی ملی جوانان ایران ۳ بازی کرده است و ۴ گل به ثمر رسانده است.
چترابگون از سال ۲۰۰۶ تا ۲۰۰۹ در پاس تهران بازی کرد. در ۴۶ بازی ۸ گل به ثمر رساند.
چترابگون بعد از منحل شدن باشگاه پاس تهران به فجر شهید سپاسی شیراز پیوست.
چترابگون از ۲۰۱۰ تا ۲۰۱۲ در باشگاه گسترش فولاد تبریز بازی کرد. در ۲۳ بازی ۴ گل به ثمر رساند.
چترابگون از ۲۰۱۲ تا ۲۰۱۳ به باشگاه ماشین‌سازی تبریز پیوست. در ۲۳ بازی ۸ گل به ثمر رساند.